# Spilosoma maracandica
Spilosoma maracandica là một loài bướm đêm thuộc phân họ Arctiinae, họ Erebidae.